# Клер Форлані
Клер Анто́нія Форла́ні (англ. Claire Antonia Forlani; нар.17 грудня 1971, Лондон, Велика Британія) — англійська акторка.

## Біографія
Клер Форлані народилася у Лондоні. Її мати-англійка захоплювалася живописом, а батько-італієць тоді займався продюсуванням дрібних британських попгуртів. У момент її народження він працював менеджером у шоубізнесі.
З дитинства Клер мріяла стати акторкою і знала, що має здібності. Вона брала участь у різдвяних постановках у кількох театрах. На неї звернув увагу один з рекламних продюсерів, що працював на BBC, і запропонував батькам Клер укласти контракт на зйомки доньки в рекламі. Але батьки вважали, що для психіки дитини це може мати негативні наслідки.
В 11 років батьки Клер віддали її до Лондонської школи мистецтв, де вона вивчала акторську майстерність і вчилася танців протягом шести років. Протягом цього часу вона встигла взяти участь у кількох театральних постановках. Найпомітнішими з них були балет «Лускунчик» і «Орфей в підземному царстві».

## Кар'єра
У 1991 році Клер Форлані дебютувала на англійському телебаченні. Це були дві короткі появи в серіалі «Press Gang» та виступ у програмі «Складки».
Для своєї першої ролі в кіно в 1992 році Форлані довелося вирушити до хорватського міста Загреб, де вона провела 11 тижнів, знімаючись у фільмі «Циганські очі» (в американському прокаті під назвою «Стеження ЦРУ»). До того часу їй виповнилося 20 років.
У 1993 році сім'я Форлані приймає рішення переїхати до Каліфорнії, у Сан-Франциско. Там Клер вступає до коледжу, щоб продовжити навчання і мати можливість вступити до університету. Проте бажання стати акторкою зрештою пересилює і вона полишає навчання.
У 1994 році Клер Форлані знялася в невеликих ролях у мінісеріалі про життя Джона Кеннеді і в напівігровому фільмі «Подарунок», у якому головні ролі виконували Ізабелла Росселліні й Лора Дерн. Саме участь цих кінозірок призвела до того, що на Форлані нарешті звернули увагу — вона отримала запрошення знятися в 7-й частини фільму «Поліцейська академія» (сержантка Катерина Сергеєва). Але доленосним фільмом у її кар'єрі стала оригінальна картина «Тусовщики з супермаркету». Кевін Сміт, автор сценарію і режисер фільму, витратив багато часу на підбір акторки другого плану. Він переглянув понад 600 кандидаток і був розчарований. Ситуація загрожувала стати безвихідною, але, побачивши Форлані, Сміт був вражений. Тільки через деякий час він помітив її акцент і дізнався, що вона англійка. Форлані негайно взяли на роль Бренді Свеннінг. Фільм «Тусовщики з супермаркету» мав успіх на багатьох кінофестивалях і за роль другого плану акторка кілька разів номінувалася на різні нагороди.
У 1996 році Клер Форлані вперше знялася в блокбастері — фільмі «Скеля». Успіх у прокаті цього фільму забезпечив її увагою голлівудських студій, але акторка спочатку віддала перевагу ролі у фільмі про трагічне життя художника «Баскія», а потім знялася в короткометражному проєкті незалежної студії — картині «Продаж гаража».
У 1997 померла її мати. Цю подію Клер Форлані пережила дуже важко. На якийсь час перестала зніматися. Але незабаром грає в напівбіографічному фільмі «Самогубець» про життя поета Нілу Кассадо.
У 1998 році Форлані почала зніматися в фільмі Стівена Соммерса «Підйом з глибини», але через конфлікт із режисером розірвала контракт і перестала зніматися в картині.
Незабаром після цього портрет Клер Форлані з'явився на обкладинці журналу «Vanity Fair» поміж дюжини інших висхідних зірок. Її акторський талант з кожним фільмом проявлявся дедалі яскравіше, і її тріумфом став вихід 1998 року фільму «Знайомтеся, Джо Блек», у якому Форлані знялася з Бредом Піттом і Ентоні Гопкінсом. З успіхом фільму про Форлані заговорили як про одну з найперспективніших голлівудських кінозірок.
У тому ж 1998-му Форлані знялася в картині «Безіл». Потім грала в комедійному екшені «Таємничі люди», романтичній драмі «Елементи», малобюджетному фільмі-жаху «Джонні Доміно» й комедії «Хлопці та дівчата».
У 2001 році стала новим обличчям L'Oréal. У 2003 році знялася з Джекі Чаном у фільмі «Медальйон».
Восени 2006 року Форлані приєдналася до акторського складу «Місце злочину: Нью-Йорк» як другорядна персонажка, медична експертка докторка Пейтон Дріскол. У лютому 2007 року Клер Форлані зіграла Торі у фільмі «Голос з минулого», знятому за романом Нори Робертс. У 2008 році вона знялася разом з Денієлом Крейґом у фільмі «Спогади невдахи».
У 2011 році Форлані зіграла королеву Ігрейну в серіалі «Камелот» і Кейт Темплтон у комедії «Кохання і кухня» разом зі своїм чоловіком Дугреєм Скоттом. У 2011 році вона також з'явилася в телесеріалі «Морська поліція: Лос-Анджелес» як агентка Лорен Гантер, тимчасово замінивши Лінду Гант під кінець 2-го сезону. Вона також з'явилася у фіналі 3-го сезону, де її персонажка гине.
Клер Форлані у 2013 році з'явилася в рекламі для Scotch Dewars.
У 2016 році у другій серії сьомого сезону телесеріалу «Гаваї 5.0» з'явилася Алісія Браун — відставна криміналістка, яку зіграла Форлані .

## Приватне життя
Клер Форлані зустрічалася з Бенісіо Дель Торо, Джоном К'юсаком (1997—1998), Бредом Піттом, Беном Стіллером (1998—1999) і Кіану Рівзом. У червні 2007 року одружилася з актором Дугреєм Скоттом. Від 2015 року в пари є прийомний син Майло Томас Скотт, який народився 27 грудня 2014 року.
У вільний час Форлані активно займається спортом, багато подорожує і вчиться грати на гітарі. Вона зневажає голлівудське суспільство за припадання перед сенсаціями та плітками і мало користується Інтернетом.
Живе в Лос-Анджелесі.

## Нагороди
- У рейтингу «100 сексуальних жінок» журналу Stuff зайняла 51 місце (2000).[11]
- У рейтингу «101 сексуальна жінка» журналу Stuff зайняла 89 місце (2001).[12]
- у рейтингу «100 сексуальних жінок у світі» журналу FHM зайняла 85 місце (2001).[13]
- у рейтингу «Top 10 British Beauties» журналу Netscape зайняла 6 місце (2002).[14]
- У рейтингу «99 найбажаніших жінок» журналу AskMen зайняла 79 місце (2002).[15]

## Фільмографія

### Кіно
| Рік  | Назва                                    | Роль              | Нотатки                                    |
| ---- | ---------------------------------------- | ----------------- | ------------------------------------------ |
| 1992 | Циганські очі                            | Катріна           |                                            |
| 1994 | Поліцейська академія 7: Місія в Москві   | Катріна           |                                            |
| 1995 | Тусовщики з супермаркету                 | Бренді Свеннінг   |                                            |
| 1996 | Скеля                                    | Джейд Анжелу      |                                            |
| 1996 | Баскія                                   | Джина Кардинале   |                                            |
| 1996 | Гаражний розпродаж                       | Джулія            | Короткий фільм                             |
| 1997 | Останній раз, коли я вчинив самогубство  | Джоан             |                                            |
| 1998 | Базилік (фільм)                          | Джулія Шервін     |                                            |
| 1998 | Знайомтеся — Джо Блек                    | Сьюзен Перріш     |                                            |
| 1998 | У моє серце                              | Ніна              |                                            |
| 1999 | Таємничі люди                            | Моніка            |                                            |
| 2000 | Чарівники                                | Лідія             |                                            |
| 2000 | Хлопці та дівчата                        | Дженніфер Берроуз |                                            |
| 2001 | Небезпечна правда                        | Аліса Поулсон     |                                            |
| 2002 | Тригери                                  | Емма Катлер       |                                            |
| 2003 | Нортфорк                                 | Місіс Гедфілд     |                                            |
| 2003 | Медальйон                                | Ніколь Джеймс     |                                            |
| 2004 | Боббі Джонс: Геніальний удар             | Мері Мелоун Джонс |                                            |
| 2004 | Зникла в темряві                         | Моніка Прінс      | Відео; також відоме як «Межа»              |
| 2005 | Хулігани Зеленої вулиці                  | Шеннон Данем      |                                            |
| 2005 | Повернення містера Ріплі                 | Синтія            |                                            |
| 2005 | Тіні на сонці                            | Ізабелла Парафія  | Телевізійний фільм                         |
| 2006 | На ваш розгляд                           | Камео             |                                            |
| 2007 | В ім'я короля: Історія облоги підземелля | Солана            |                                            |
| 2007 | Халлем Фоу                               | Веріті Фоу        |                                            |
| 2008 | Спогади невдахи                          | Доросла Рут       |                                            |
| 2008 | Пиво для моїх коней                      | Енні Стрітс       |                                            |
| 2009 | Зникнення                                | Кейті             | Прямий запис на DVD                        |
| 2009 | Веселка Шеннон                           | Крістін           |                                            |
| 2011 | Кохання і кухня                          | Кейт Темплтон     | Прямий запис на DVD                        |
| 2013 | Інший я                                  | Енн Делюзі        |                                            |
| 2016 | Дорогоцінний вантаж                      | Карен             | Прямий запис на DVD                        |
| 2017 | Кришталеве пекло                         | Бріанна Бронсон   | Також відома як Інферно: Втеча з хмарочоса |
| 2018 | Мед в голові                             | Головна господиня |                                            |
| 2019 | Роман, за який можна померти             | Голлі             |                                            |
| 2019 | За крок один від одного                  | Мередіт Ньюман    |                                            |
| 2020 | Чорна красуня                            | Місіс Вінтроп     |                                            |

### Телесеріали
| Рік       | Назва                                              | Роль                   | Примітки                  |
| --------- | -------------------------------------------------- | ---------------------- | ------------------------- |
| 1991      | Прес-група                                         | Джуді Веллман          | Епізод: «Шанс — це добре» |
| 1992      | Прес-група                                         | Джуді Веллман          | Епізод: «На кадрі»        |
| 1993      | КЕННЕДІ: Безрозсудна молодість                     | Енн Кеннон             | Телевізійний фільм        |
| 2003      | Документи Пентагону                                | Патриція Маркс         | Телевізійний фільм        |
| 2004      | Мемрон                                             | Вангела Клай           | Телевізійний фільм        |
| 2005      | Без назви Проєкт Девіда Даймонда / Девіда Вайсмана | Еллісон                | Телевізійний фільм        |
| 2005      | Тіні на сонці                                      | Ізабелла Парафія       | Телевізійний фільм        |
| 2006      | Кошмари та сновидіння: З історій Стівена Кінга     | Доріс Фреман           | Епізод: «Crouch End»      |
| 2006–2010 | Місце злочину: Нью-Йорк                            | Доктор Пейтон Дрісколл | Періодичні ролі           |
| 2007      | Кароліна Мун                                       | Вікторія «Торі» Бодін  | Телевізійний фільм        |
| 2009      | Лжесвідок                                          | Піппа Портер           | Телевізійні міні-серіали  |
| 2011      | Лід (мінісеріал 2011)                              | Жаклін                 | Телевізійні міні-серіали  |
| 2011      | Камелот                                            | Королева Ігрейн        | Головна роль              |
| 2011–2012 | Морська поліція: Лос-Анджелес                      | Лорен Гантер           | Періодична роль           |
| 2012      | Докори сумління                                    | Біллі Вінтроп Айкхорн  | Телевізійний фільм        |
| 2016–2017 | Гаваї 5.0                                          | Алісія Браун           | Періодична роль           |
| 2016      | Біг за її життям                                   | Еллісон                | Телевізійний фільм        |
| 2017      | Гет                                                | Офелiя                 | Телевізійний фільм        |
| 2019      | Від'їзд                                            | Джанет                 | Головна роль              |
| 2021      | Доміна                                             | Октавія Молодша        | Телевізійні серіали       |